# Eleanor Parker
Eleanor Parker (Cedarville, Ohio, 26 de juny de 1922 - Palm Springs, Califòrnia, 9 de desembre de 2013) va ser una actriu estatunidenca de cinema i televisió.

## Biografia

### DeSomersert MaughamaScaramouche
Després d'haver refusat dues vegades les proposicions de proves per la Fox i Warner per no interrompre els estudis, Eleanor Parker aconsegueix ser contractada als divuit anys per l'estudi Warner, dominat pels actors Humphrey Bogart i Errol Flynn i per les actrius Bette Davis i Joan Crawford. Els llocs són difícils per a les dones: Olivia de Havilland, aïllada en papers romàntics, haurà d'esperar el 1946 per afirmar-se en el negre, i Ida Lupino s'autoanomenava ella mateixa "la Bette Davis del pobre". A més, noves belleses havien envaït les pantalles des de feia tres o quatre anys: Hedy Lamarr, Gene Tierney, Linda Darnell, Rita Hayworth, Maureen O'Hara, Lana Turner… disseminades als grans estudis. Parker debuta de seguida a Van morir amb les botes posades, de Raoul Walsh, però les seves escenes són tallades. S'imposa progressivament amb Mission to Moscow, de Michael Curtiz, (1943) i a Pride of the Marines, de Delmer Daves, (1945) al costat de John Garfield.
Arribant a ser protagonista, l'actriu imposa el seu temperament dramàtic: fa sensació en Caged de John Cromwell, que li suposa un premi d'interpretació a Venècia el 1950 i la primera de les seves tres nominacions a l'Oscar, les altres dues per a la seva interpretació el 1951 a Detective Story, dirigida per William Wyler, on fa el paper de la dona de Kirk Douglas, i el 1955 per a Interrupted Melody, biopic de la cantant Marjorie Lawrence - on un capvespre compon fins i tot una Carmen creïble, doblada per Eileen Farrell, o en un passatge de Madame Butterfly. Des de 1946, oscil·lant entre el drama criminal i simplement el drama, el seu potencial apareix a Of Human Bondage d'Edmund Goulding adaptació de W. Somerset Maugham (amb Paul Henreid i Alexis Smith, on succeeix a Bette Davis); després roda  The Woman in White , de Robert Wise (amb Patricia Neal i Ruth Roman), Above and Beyond  on Robert Taylor interpreta un pilot de l'Enola Gay. Succeeix a Greta Garbo en una altra adaptació de Somerset Maugham. Té per company Errol Flynn moltes vegades, retroba Humphrey Bogart i Ronald Reagan.
En la cimera de la seva bellesa i de la seva glòria, Eleanor no desdenya ni la història lleugera (Scaramouche (1952), on rivalitza amb Janet Leigh, amb el britànic Stewart Granger), el western (Fort Bravo de John Sturges, devant de William Holden, Many Rivers to Cross amb Robert Taylor), l'aventura exòtica (The Naked Jungle, amb Charlton Heston, que té lloc al Brasil; Valley of the Kings també amb Taylor i l'argentí Carlos Thompson) -cinema popular, d'acció i d'humor sovint, en el qual la fama no disminueix mai, sovint de gran pressupost també.

### DePremingeraRisi
Molt activa, enllaça obres principals: The Man with the Golden Arm d'Otto Preminger com l'esposa incapacitada i perseguidora de Frank Sinatra (1955), Un rei per a quatre reines, western magnífic, espectacular i humorístic, de Raoul Walsh, amb Clark Gable (1956), A Hole in the Head, comèdia de Frank Capra (1959), fidel comparsa del principal personatge masculí, Home From the Hill de Vincente Minnelli on fa de la dona de Robert Mitchum el 1960).
Return to Peyton Place posada en escena per José Ferrer (1961), segons el best seller Peyton Place, no tindrà el mateix èxit que la pel·lícula de Mark Robson (de la qual és una continuació) quatre anys abans, que havia contribuït a llançar la carrera de Lana Turner. D'aleshores endavant és la jove Carol Lynley que té el protagonisme. Madison Avenue (1962) amb Dana Andrews i Jeanne Crain passa inadvertida com a Panic Button (1964), comèdia amb Maurice Chevalier i Jayne Mansfield. S'oblidaria gairebé que interpreta un dels papers principals (la baronessa Elsa Schraederde) de Somriures i llàgrimes (1965), dirigida per Robert Wise.
A continuació, Eleanor Parker roda només cinc pel·lícules per al cinema: a The Oscar, interpreta una actriu fracassada (Stephen Boyd i Elke Sommer formen la parella protagonista); a An American Dream inspirat en Norman Mailer (on troba Janet Leigh) i Warning Shot  interpreta alcohòlics; apareix finalment en la comèdia Il Tigre (1967) de l'italià Dino Risi i, de nou, a la pel·lícula de terror (on els gats són monstres) Eye of the Cats (1969) - Eleanor Parker llança els seus últims rajos, eclipsats per la nova resplendor d'Ann-Margret i Gayle Hunnicutt.
L'estrella tornarà discretament deu anys més tard a Sunburn de Richard C. Sarafian que reuneix Farrah Fawcett i Joan Collins.

### Televisió
Eleanor s'estrena a la televisió a The Gambler, the Nun and the Radio  (1960), al costat de Richard Conte. Interpreta una espia en dos episodis de la sèrie Agents molt especials (1968), té per company Richard Basehart a Hans Brinker (1969), Sally Field i Julie Harris al telefilm de terror Home for the Holidays (1972), Andrew Stevens i Kim Cattrall a The Bastard  (1978), Ted Danson i Christopher Lee a Once Upon a Spy  (1980), té un paper regular en la sèrie Bracken's World  durant la temporada 1969-1970, sèrie on van aparèixer igualment Leslie Nielsen, Tom Selleck, Ricardo Montalban, Edward G. Robinson i Debbie Reynolds, retroba el gènere de terror per a l'episodi "Half a Death" en la sèrie  Ghost Story  (1972) sobre un argument de Richard Matheson. Sempre prestigiosa, té el paper central de The Great American Beauty Contest  (1973) entre Robert Cummings i Louis Jourdan. Reprèn un paper que abans havia fet Katharine Hepburn en una nova versió de Guess Who's Coming to Dinner  (1975) i figura en un remake de Madame X  (1981) de Robert Ellis Miller amb Tuesday Weld en el paper principal.
El 1963, Parker és nominada per un Emmy Award a la millor actriu (episodi "Why Am I Grown So Cold?" en la sèrie mèdica The Eleventh Hour), i el 1970 per a un Globus d'Or a la millor actriu dramàtica en la sèrie Bracken's World .
Tan activa com ho va ser en el cinema, els telespectadors la poden veure com a convidada en les sèries Hawaii Five-O, Vega$, The Love Boat, Fantasy Island (diversos episodis, entre els quals el pilot), Hotel amb al capdavant una altra "anciana", Anne Baxter (reemplaçant Bette Davis), Finder of Lost Loves amb Anthony Franciosa, S'ha escrit un crim amb una altra supervivent, Angela Lansbury.
Eleanor Parker, estrella una mica oblidada avui, interpreta el seu últim paper el 1991 al telefilm Fracàs i homicidi .

### Teatre
Eleanor Parker també ha brillat sobre els escenaris moltes vegades, reprenent sobretot el personatge interpretat per Lauren Bacall en el musical Applause.

## Vida privada
Eleanor ha estat casada quatre vegades: amb Fred Losee de 1943 a 1944, Bert E. Friedlob de 1946 a 1953 (han tingut tres filles), el retratista Paul Clemens de 1954 a 1965 (tenen un fill), Raymond Hirsch amb qui es casa el 1966 i del qual queda vídua el 2001.
Educada en el protestantisme, es va convertir al judaisme.
Va viure retirada a Palm Springs fins a la seva mort el 2013.

## Filmografia
- 1941: Van morir amb les botes posades (They Died with Their Boots On)
- 1942: Soldiers in White: Infermera Ryan
- 1942: The Big Shot:: Operadora telefònica (veu)
- 1942: Men of the Sky: Mrs. Frank Bickley
- 1942: Busses Roar: Norma
- 1943: The Mysterious Doctor: Letty Carstairs
- 1943: Mission to Moscow: Emlen Davies
- 1943: Destination Tokyo: dona de Mike (veu)
- 1944: Between Two Worlds: Ann Bergner
- 1944: Atlantic City: Bathing Beauty
- 1944: Crime by Night: Irene Carr
- 1944: The Last Ride: Kitty Kelly
- 1944: The Very Thought of You: Janet Wheeler
- 1945: Pride of the Marines: Ruth Hartley
- 1946: Of Human Bondage, d'Edmund Goulding: Mildred Rogers
- 1946: Never Say Goodbye: Ellen Gayley
- 1947: Escape Me Never: Fionella MacLean
- 1947: The Voice of the Turtle,d'Irving Rapper: Sally Middleton
- 1948: The Woman in White: Laura Fairlie / Ann Catherick
- 1950: Chain Lightning: Joan "Jo" Holloway
- 1950: Caged: Marie Allen
- 1950: Three Secrets: Susan Adele Connors Chase
- 1951: Valentino: Joan Carlisle
- 1951: A Millionaire for Christy: Christabel 'Christy' Sloane
- 1951: Detective Story: Mary McLeod
- 1952: Scaramouche: Lenore
- 1952: Above and Beyond, de Melvin Frank i Norman Panama: Lucey Tibbets
- 1953: Fort Bravo (Escape from Fort Bravo): Carla Forester
- 1954: The Naked Jungle: Joanna Leiningen
- 1954: Valley of the Kings: Ann Barclay Mercedes
- 1955: Many Rivers to Cross: Mary Stuart Cherne
- 1955: Interrupted Melody: Marjorie 'Margie' Lawrence
- 1955: L'home del braç d'or (The Man with the Golden Arm): Zosch Machine
- 1956: Un rei per a quatre reines (The King and Four Queens): Sabina McDade
- 1957: Lizzie: Elizabeth Richmond
- 1957: The Seventh Sin: Carol Carwin
- 1959: Milionari d'il·lusions (A Hole in the Head): Eloise Rogers
- 1960: Amb ell va arribar l'escàndol (Home From the Hill): Hannah Hunnicutt
- 1960: The Gambler, the Nun and the Radio (TV): Germana Cecelia
- 1961: Return to Peyton Place: Connie Rossi
- 1962: Madison Avenue: Anne Tremaine
- 1964: Panic Button: Louise Harris
- 1965: Somriures i llàgrimes (The Sound of Music): Baronessa Elsa Schraeder
- 1966: The Oscar: Sophie Cantaro
- 1966: An American Dream: Deborah Rojack
- 1967: Warning Shot: Mrs. Doris Ruston
- 1967: Il Tigre: Esperia Vincenzini
- 1969: Eye of the Cat: Tia Danny
- 1969: Hans Brinker (TV): Dame Brinker
- 1969: Bracken's World (sèrie TV): Sylvia Caldwell (1969-1970)
- 1971: Maybe I'll Come Home in the Spring (TV): Claire Miller
- 1971: Vanished (TV): Sue Greer
- 1972: Home for the Holidays (TV): Alex Morgan
- 1973: The Great American Beauty Contest (TV): Peggy Lowery
- 1975: Guess Who's Coming to Dinner (TV): Christine
- 1977: Fantasy Island (TV): Eunice Hollander Baines
- 1978: The Bastard (TV): Lady Amberly
- 1979: Sol ardent (Sunburn): Mrs. Thoren
- 1979:  She's Dressed to Kill (TV): Regine Danton
- 1980:  Once Upon a Spy (TV): The Lady
- 1981: Madame X (TV): Katherine Richardson
- 1991:  Dead on the Money (TV): Catherine Blake

## Premis i nominacions

### Nominacions
- 1951: Oscar a la millor actriu per Caged
- 1952: Oscar a la millor actriu per Detective Story
- 1956: Oscar a la millor actriu per Interrupted Melody
- 1963: Primetime Emmy a la millor actriu per The Eleventh Hour
- 1970: Globus d'Or a la millor actriu de televisió dramàtica per Bracken's World